# Кістоун (Західна Вірджинія)
Кістоун (англ. Keystone) — місто (англ. city) в США, в окрузі Мак-Дауелл штату Західна Вірджинія. Населення — 176 осіб (2020).

## Географія
Кістоун розташований за координатами 37°24′57″ пн. ш. 81°26′46″ зх. д. / 37.41583° пн. ш. 81.44611° зх. д. (37.415810, -81.446167).  За даними Бюро перепису населення США в 2010 році місто мало площу 0,84 км², уся площа — суходіл.

## Демографія
Згідно з переписом 2010 року, у місті мешкали 282 особи в 122 домогосподарствах у складі 74 родин. Густота населення становила 336 осіб/км².  Було 183 помешкання (218/км²).
Расовий склад населення:
| - 65,2 % — чорних або афроамериканців - 34,4 % — білих - 0,4 % — азіатів |

До двох чи більше рас належало 0,0 %. Частка іспаномовних становила 0,7 % від усіх жителів.
За віковим діапазоном населення розподілялося таким чином: 23,4 % — особи молодші 18 років, 64,2 % — особи у віці 18—64 років, 12,4 % — особи у віці 65 років та старші. Медіана віку мешканця становила 38,0 року. На 100 осіб жіночої статі у місті припадало 70,9 чоловіків;  на 100 жінок у віці від 18 років та старших — 74,2 чоловіків також старших 18 років.
Середній дохід на одне домашнє господарство  становив 29 899 доларів США (медіана — 22 125), а середній дохід на одну сім'ю — 31 836 доларів (медіана — 25 625). За межею бідності перебувало 46,5 % осіб, у тому числі 81,0 % дітей у віці до 18 років та 0,0 % осіб у віці 65 років та старших.
Цивільне працевлаштоване населення становило 47 осіб. Основні галузі зайнятості: освіта, охорона здоров'я та соціальна допомога — 40,4 %, роздрібна торгівля — 36,2 %, публічна адміністрація — 17,0 %, транспорт — 6,4 %.